# ممفیس مینی
ممفیس مینی (انگلیسی: Memphis Minnie؛ ۳ ژوئن ۱۸۹۷ – ۶ اوت ۱۹۷۳) یک موسیقی‌دان اهل ایالات متحده آمریکا بود.